# Roman epistolar
Un roman epistolar este un roman scris ca o serie de scrisori. Termenul este adesea extins pentru a se referi la romanele care intercalează alt tip de documente cu scrisori, cel mai frecvent pagini de jurnal și tăieturi din ziare și, uneori, chiar la romane compuse doar din documente, chiar dacă nu includ deloc scrisori. Mai recent, romanele epistolare pot include documente electronice, cum ar fi înregistrări audio, postări pe blog și e-mailuri. Cuvântul epistolar este derivat din latină din cuvântul grecesc greacă ἐπιστολή, care înseamnă scrisoare. În limba germană este folosit termenul Briefroman.
Forma epistolară poate aduce un plus de realism unei povești, deoarece imită funcționarea vieții reale. Astfel, este capabil să demonstreze puncte de vedere diferite fără a recurge la elementul unui narator omniscient. Un instrument strategic important în romanul epistolar, necesar pentru a crea impresia de autenticitate a scrisorilor, este editorul fictiv.

## Primele opere epistolare
Există două teorii cu privire la geneza romanului epistolar. Potrivit primei teorii, romanul epistolar provine din romane cu scrisori încorporate, în care părțile de narațiune la persoana a treia dintre scrisori au fost reduse treptat. Cealaltă teorie susține că acest gen a apărut din compilații de scrisori și poezie, iar unele dintre scrisori au fost conectate între ele în cadrul unei intrigi (de regulă, amoroase). Ambele afirmații au o anumită validitate.
Primul roman în întregime epistolar, Închisoarea iubirii (Cárcel de amor), scris în jur de 1485 de scriitorul spaniol Diego de San Pedro, aparține unui lung șir de romane în care un număr mare de scrisori inserate dominau deja narațiunea. Alte exemple de romane epistolare timpurii sunt strâns legate de obiceiul de a colecționa scrisori și a le include în antologii. În cadrul edițiilor succesive ale lui Edmé Boursault Scrisori de respect, recunoștință și dragoste (Lettres de respect, d'obligation et d'amour) din 1669, un număr considerabil de scrisori adresate unei fete pe nume Babet a evoluat într-un grup distinct de celelalte scrisori, formând un mic roman epistolar, intitulat Scrisori pentru Babet (Lettres à Babet). Scrisorile unei călugărițe portugheze (Lettres portugaises) (1669), atribuite în general politicianului francez Gabriel-Joseph de La Vergne, conte de Guilleragues, deși o mică minoritate o consideră autoare pe Marianna Alcoforado, prozatoare și călugăriță portugheză, se prezintă ca parte dintr-o antologie de proză și poezii scrise de Guilleragues. Fondatorul romanului epistolar în limba engleză este James Howell (1594–1666) cu Familiar Letters (1645-1650), în care a scris despre închisoare, aventuri în străinătate și relații amoroase.
Un alt exemplu de roman epistolar este Scrisori de dragoste între un nobil și sora lui / Love-Letters Between a Nobleman and His Sister. Această lucrare a fost publicată anonim în trei volume (1684, 1685 și 1687) și a fost atribuită lui Aphra Behn, autoare britanică din epoca Restaurației, deși rămâne un subiect contestat în secolul al XXI-lea. Romanul arată efectele produse de schimbarea perspectivei naratoriale: părerile individuale au fost prezentate de personaje individuale, iar vocea autorului și evaluarea morală au dispărut complet (cel puțin în primul volum; în volumele ulterioare a fost introdus un narator). În plus, autorul a explorat un tărâm al intrigii cu scenarii complexe, cum ar fi scrisori care ajung la destinatarul greșit, scrisori false sau scrisori tăinuite de protagoniști.
Romanul epistolar ca gen a devenit popular în secolul al XVIII-lea, în lucrările unor autori precum Samuel Richardson, cu romanele sale de mare succes Pamela (1740) și Clarissa (1749). Romanul erotic timpuriu al lui John Cleland, Fanny Hill (1748), este structurat într-o serie de scrisori de la personajul principal către un destinatar nenumit. În Franța, s-au remarcat Lettres persanes (1721) de Montesquieu, Julie, sau Noua Eloiză (1761) de Jean-Jacques Rousseau și Legăturile primejdioase (1782) de Choderlos de Laclos, care au folosit forma epistolară pentru un efect dramatic, deoarece succesiunea evenimentelor nu a fost întotdeauna închegată direct sau explicit. În Germania, exemple de romane epistolare au fost Suferințele tânărului Werther (Die Leiden des jungen Werther) din 1774 de Johann Wolfgang von Goethe și Hyperion al lui Friedrich Hölderlin. Primul roman canadian, The History of Emily Montague (1769) de Frances Brooke, și douăzeci de ani mai târziu, primul roman american, The Power of Sympathy (1789) de William Hill Brown, au fost ambele scrise în formă epistolară.
Începând cu secolul al XVIII-lea, forma epistolară a înregistrat o tendință spre ridicol, rezultând o serie de lucrări necizelate din genul burlesc. Cel mai notabil exemplu în acest sens a fost An Apology for the Life of Mrs. Shamela Andrews (1741) sau, mai pe scurt, Shamela, de Henry Fielding, scris ca o parodie după Pamela lui Samuel Richardson. Lucrarea o prezintă pe naratoare mânuind un stilou și mâzgălind în jurnal în cele mai dramatice și puțin probabile circumstanțe. Oliver Goldsmith a folosit forma epistolară pentru un efect satiric în Cetățeanul lumii /The Citizen of the World, cu subtitlul „Scrisori de la un filosof chinez rezident în Londra către prietenii săi din Est” (1760-1761). La fel a făcut și Fanny Burney, autoare de jurnale, într-un prim roman comic de succes, Evelina (1788).
Romanul epistolar a pierdut treptat din popularitate după secolul al XVIII-lea. Jane Austen a încercat această structură în scrierile timpurii și în nuvela Lady Susan (1794), a abandonat-o, însă, curând, în operele ei ulterioare. Se crede că romanul ei pierdut, Primele impresii, care a fost reformulat și a devenit Mândrie și prejudecată, ar fi putut fi epistolar, întrucât Mândrie și prejudecată conține un număr neobișnuit de scrisori citate integral, dintre care unele cu un rol fundamental în desfășurarea acțiunii.
Cu toate acestea, forma epistolară a fost utilizată în continuare și a supraviețuit integral sau doar parțial în romanele secolului al XIX-lea. În romanul lui Honoré de Balzac Memoriile a două tinere căsătorite, două femei, care s-au împrietenit în timpul petrecut în scop educativ la o mânăstire, corespondează pe o perioadă de 17 ani, prin scrisori care le descriu viața. Mary Shelley folosește forma epistolară în romanul său Frankenstein (1818). Shelley folosește scrisorile ca încă unul dintr-o varietate de instrumente narative, povestea fiind prezentată prin scrisorile unui căpitan de vas și explorator științific în drum spre Polul Nord, care îl întâlnește pe Victor Frankenstein și înregistrează narațiunea și confesiunile muribundului. Publicat în 1848, romanul lui Anne Brontë, Necunoscuta de la Wildfell Hall / The Tenant of Wildfell Hall, are forma unei scrisori retrospective a unuia dintre protagoniști către prietenul și cumnatul său, cuprinzând și jurnalul chiriașului din titlu. La sfârșitul secolului al XIX-lea, Bram Stoker a lansat unul dintre cele mai recunoscute și de succes romane epistolare până în prezent, Dracula. Tipărit în 1897, romanul este compilat în întregime din scrisori, însemnări din jurnal, tăieturi din ziare, telegrame, observații ale medicului, jurnalul echipajului de bord și altele asemenea.

## Tipuri
Romanele epistolare pot fi clasificate în funcție de numărul de persoane ale căror scrisori sunt incluse, de unde distingem trei tipuri de romane epistolare:
- monofonice (scrisorile unui singur personaj, cum ar fi Scrisori ale unei călugărițe portugheze și Suferințele tânărului Werther);
- dialogice (scrisorile a două personaje: Scrisorile lui Fanni Butler de Marie Jeanne Riccoboni din 1757);
- polifonice (scrisori a trei personaje sau ale mai multor personaje: Dracula de Bram Stoker).

Un element crucial în romanele epistolare polifonice precum Clarissa și Legăturile periculoase este instrumentul dramatic al „conștientizării discrepante”: corespondențele simultane, dar separate, ale eroinelor și personajelor negative fiind o sursă importantă pentru alimentarea tensiunii dramatice. Ele pot fi, de asemenea, clasificate în funcție de tipul și cantitatea de utilizare a documentelor non-scrisori, deși acest lucru are corelații evidente cu numărul de voci - de exemplu, este puțin probabil ca tăieturile din ziare să apară în număr mare într-un epistolar monofonic și mult mai probabil într-unul polifonic. 

## Opere semnificative
Forma romanului epistolar a continuat să fie folosită și după secolul al XVIII-lea.

### Secolul al XVIII-lea
- Suferințele tânărului Werther este un roman din 1774 de Johann Wolfgang Goethe.
- Legăturile periculoase este un roman francez din 1782 al lui Pierre Choderlos de Laclos, despre marchiza de Merteuil și vicontele de Valmont, doi rivali narcisiști (și foști amanți), care folosesc seducția pentru a-i controla social și a-i exploata pe ceilalți, găsind satisfacție în jocurile lor crude și lăudându-se cu talentul lor pentru manipulare (a fost înfățișat ca reprezentând corupția și depravarea nobilimii franceze cu puțin timp înainte de Revoluția Franceză). Cartea este compusă în întregime din scrisori scrise de diferite personaje unul altuia.
- Aline și Valcour de marchizul de Sade (1795).

### Secolul al XIX-lea
- Feodor Dostoievski a folosit formatul epistolar în primul său roman, Oameni sărmani (1846), format dintr-o serie de scrisori între doi prieteni, care se străduiau să facă față circumstanțelor sărace și vieții lor în Rusia de dinainte de revoluție.
- Piatra Lunii / The Moonstone (1868) de Wilkie Collins folosește o colecție de diverse documente pentru a construi un roman polițist în limba engleză. În cea de-a doua parte, un personaj explică de ce își scrie singur partea: pentru că un altul îi atrăsese atenția că evenimentele legate de dispariția diamantului omonim, dacă nu vor fi explicate corect, ar putea avea consecințe negative asupra familiei, așa că s-a apucat să noteze singur povestea adevărată. Acesta este un element neobișnuit, deoarece majoritatea romanelor epistolare prezintă documentele fără întrebări despre modul în care au fost adunate. Această formă a fost folosită și anterior, pentru Femeia în alb (1859).
- Pepita Jiménez (1874), scrisă de ministrul spaniol de externe Juan Valera (1824-1905) este formată din trei secțiuni, prima și a treia fiind o serie de scrisori, iar partea din mijloc povestită de un observator necunoscut.
- Dracula de Bram Stoker (1897) folosește nu numai scrisori și jurnale, ci și cilindri fonografici cu dictări și relatări din ziare.[1]
- Telegrame (1899), de Ion Luca Caragiale, este o încercare românească, cu subtext umoristic, a acestui gen literar. Deși genul lucrării este epistolar, lungimea ei o caracterizează mai mult ca schiță.[28][necesită citare]

### Secolul al XX-lea
- The Documents in the Case de Dorothy L. Sayers și Robert Eustace (1930).
- Jurnalul unei doamne de provincie / Diary of a Provincial Lady de E. M. Delafield (1930).
- Romanul lui Haki Stërmilli, Dacă aș fi băiat (1936), este scris sub formă de însemnări din jurnal despre viața protagonistului.
- Romanul Greața de Jean-Paul Sartre este alcătuit din extrase din jurnalul lui Antoine Roquentin.
- Adresă necunoscută / Address Unknown de Kathrine Taylor (1938) este un roman anti-nazist în care scrisoarea finală este returnată cu mențiunea „Adresă necunoscută”, indicând dispariția personajului german.
- Virginia Woolf a folosit forma epistolară pentru eseul său feminist Three Guineas (1938).
- C. S. Lewis a folosit forma epistolară pentru The Screwtape Letters (1942) și s-a gândit să scrie un roman adiacent din punctul de vedere al unui înger, dar nu a făcut-o niciodată. Romanul Letters to Malcolm: Chiefly on Prayer (1964), deși nu unanim înțeles ca o construcție epistolară, este un exercițiu similar, care explorează întrebări teologice prin corespondență adresată unui destinatar fictiv, „Malcolm”, deși această lucrare poate fi considerată roman doar vag, în sensul că evenimentele din viața personală a lui Malcolm ies treptat la lumină și influențează discuția.
- Al cincilea roman al lui Thornton Wilder, Idele lui Martie / Ides of March (1948) este format din scrisori și documente care reliefează ultimele zile ale Republicii Romane.
- Romanul scurt al lui Theodore Sturgeon Some of Your Blood (1961) este format din scrisori și note de caz referitoare la tratamentul psihiatric al unui vampir.
- Romanul lui Saul Bellow Herzog (1964) este scris în mare parte sub formă de scrisori, atât reale, cât și imaginare, adresate de protagonistul Moses Herzog membrilor familiei, prietenilor și celebrităților.
- Up the Down Staircase este un roman scris de Bel Kaufman, publicat în 1965, care s-a aflat 64 de săptămâni pe lista New York Times cu cele mai bine vândute cărți. În 1967 a fost adaptat într-un film cu Patrick Bedford, Sandy Dennis și Eileen Heckart.
- Romanul lui Shūsaku Endō, Tăcerea (1966), este un exemplu de roman epistolar, jumătate format din scrisori de la Rodrigues, iar cealaltă jumătate fie din narațiuni la persoana a treia, fie din scrisori de la alte persoane.
- Nuvela și romanul lui Daniel Keyes, Flori pentru Algernon / Flowers for Algernon (1959, 1966) se prezintă ca o serie de rapoarte de laborator scrise de personajul principal pe măsură ce tratamentul acestuia progresează, stilul de scris schimbându-se în mod corespunzător.
- The Anderson Tapes (1969, 1970) de Lawrence Sanders este un roman care constă în principal din transcrieri ale unor înregistrări pe bandă de casetofon.
- 84, Charing Cross Road (1970, 1990) de Helene Hanff, redă corespondența dintre Helene Hanff, o scriitoare independentă care trăiește în New York și un anticar care lucrează la Londra, la Editura Marks & Co.
- Augustus (1972) de John Williams este alcătuit dintr-o serie de scrisori, poezii, însemnări din jurnal și alte fragmente.
- Romanul lui Stephen King,Carrie (1974), cuprinde tăieturi din ziare, articole de reviste, scrisori și fragmente de carte. De asemenea, el a mai folosit stilul epistolar în nuvela „Lotul din Ierusalim”, un prequel al romanului Salem’s Lot, care a fost publicat pentru prima dată în colecția Night Shift.
- Din romanul din 1985 al lui Margaret Atwood Povestirea cameristei (sau Povestea slujitoarei) aflăm, la sfârșit, că este, de fapt, o transcriere a înregistrărilor pe casete audio realizate de protagonista istorisirii.
- În lucrarea epistolară a lui John Barth Scrisorile / Letters (1979), autorul interacționează cu personaje din celelalte romane ale sale.
- Alice Walker a folosit forma epistolară în Culoarea purpurie / The Color Purple (1982)[29] Filmul adaptat după roman din 1985 păstrează această structură prin încorporarea în scenariu a unor scrisori din carte, ca monologuri rostire de actori.
- Romanele de ficțiune speculative ale Octaviei E. Butler Parabola semănătorului (1993) și Parabola talentelor (1998) sunt scrise predominant ca însemnări de jurnal ale protagonistei, Lauren Olamina.
- Jurnalul secret al lui Adrian Mole, în vârstă de 13¾ / The Secret Diary of Adrian Mole, Aged 13¾ (1982), de Sue Townsend, este un roman comic în format de jurnal, plasat în Marea Britanie a anilor 1980.
- Dragă dle. Henshaw / Dear Mr. Henshaw al lui Beverly Cleary este un roman juvenil care a fost distins cu Medalia Newbery în 1984.
- S. al lui John Updike (1988) este un roman epistolar format din scrisorile eroinei și înregistrările audio transcrise.
- Vrăjitoria și Cecelia / Sorcery and Cecelia (1988), de Patricia Wrede și Caroline Stevermer, este un roman fantasy epistolar în care acțiunea se desfășoară în epoca regentă din Anglia, scris la persoana întâi din perspectiva verișoarelor Kate și Cecelia, care povestesc aventurile lor în societate și în lumea magică. În mod paradoxal pentru ficțiunea modernă, cartea folosește tehnica jocului de scrisori.
- Romanul lui Avi (Edward Irving Wortis) pentru adolescenți Nothing but the Truth (1991) folosește doar documente, scrisori și transcrieri ale conversațiilor.
- Ultimele cuvinte din Montmartre (1995) de Qiu Miaojin este un roman scris sub forma a douăzeci de scrisori ce pot fi citite în orice ordine.
- Jurnalul lui Bridget Jones / Bridget Jone's Diary (1996) de Helen Fielding este scris sub forma unui jurnal personal.
- Last Days of Summer / Ultimele zile de vară (1998) de Steve Kluger este format dintr-o serie de scrisori, telegrame, stenograme ale ședințelor de terapie, decupaje din ziare și rubrica rezultatelor de la meciurile de baseball.
- The Perks of Being a Wallflower (1999) a fost scris de Stephen Chbosky sub forma unor scrisori de la un personaj anonim către un fel de model secret.[1]
- Griffin și Sabine de artistul Nick Bantock este o poveste de dragoste scrisă ca o serie de scrisori și cărți poștale pictate manual.[30]

### Secolul al XXI-lea
- The Whalestoe Letters (2000) de Mark Z. Danielewski este o nuvelă epistolară și o anexă a romanului său de debut, House of Leaves. Este formată din scrisori de la mama protagonistului care se află într-o instituție de psihiatrie.
- Clara Callan (2001) de Richard B. Wright folosește scrisori și note de jurnal pentru a contura povestea unei femei de vârstă mijlocie din anii 1930.
- Between Friends de Debbie Macomber (2001) spune povestea unei prietenii de o viață între Jillian Lawton și Lesley Adamski din anii 1950 până la începutul anilor 2000, folosind o combinație de scrisori (mai târziu e-mailuri) și mărunțișuri zilnice precum bonuri sau chitanțe de la o benzinărie.
- Jurnalele prințesei de Meg Cabot este o serie de zece romane alcătuite din însemnări în jurnal. Cabot a folosit și forma epistolară în The Boy Next Door (2002), un roman de comedie romantică format în întregime din e-mailuri trimise între personaje.
- Câteva dintre romanele lui Gene Wolfe sunt scrise sub formă de jurnale, scrisori sau memorii.
- Ella Minnow Pea (2001) de Mark Dunn este un roman epistolar progresiv lipogram (o tehnică de a scrie în care anumite litere sau cuvinte sunt interzise) în care scrisorile devin din ce în ce mai greu de citit pe măsură ce sunt introduse constrângerile lipogramatice, iar acest lucru impune cititorului o interpretare proprie a celor scrise.
- La silla del águila de Carlos Fuentes (2003) este o satiră politică scrisă ca o serie de scrisori între persoane cu funcții înalte în guvernul mexican al anului 2020. Formatul epistolar este tratat de autor ca o consecință a necesității: Statele Unite împiedică toate telecomunicațiile în Mexic în semn de răzbunare, singurele mijloace de comunicare fiind acum scrisorile și semnalele fumigene, o ironie puternică, având în vedere observația unui personaj că „politicienii mexicani nu sunt în stare să scrie nimic”.
- Trebuie să vorbim despre Kevin (2003) este un roman epistolar monologic alcătuit din scrisori de la Eva, mama lui Kevin, către soțul ei Franklin.[30]
- The Sluts (2004) de Dennis Cooper este compus din postări online, recenzii și corespondență prin e-mail. Fiecare contribuie la un mister principal, alimentat de narațiuni despre o escortă.
- Romanul Atlasul norilor / Cloud Atlas din 2004 de David Mitchell spune o poveste împărțită în mai multe perioade de timp într-un format suprapus, cu unele secțiuni în stil epistolar, inclusiv un interviu, note de jurnal și o serie de scrisori.
- Where Rainbows End (intitulat alternativ Rosie Dunne sau Love, Rosie în SUA) din 2004, de Cecelia Ahern, este scris sub formă de scrisori, e-mailuri, sms-uri, articole din ziare etc.
- March (2005), de Geraldine Brooks, este un roman care descrie prin scrisori experiențele protagonistului în timpul Războiului Civil American din 1862.
- Uncommon Valor (2005), de John Stevens, este povestea a doi ofițeri de marină din 1779, scrisă mai ales sub formă de jurnal și note de bord.
- Războiul Z / World War Z: An Oral History of the Zombie War (2006), de Max Brooks, este o serie de interviuri cu diverși supraviețuitori ai unei apocalipse zombie.
- Pescuitul somonului în Yemen / Salmon Fishing in the Yemen (2007), de Paul Torday, este o serie de scrisori, e-mailuri, stenograme de interviuri, articole din ziare și alte medii non-narative.
- Jurnalul unui puști / Diary of a Wimpy Kid (2007), de Jeff Kinney, este o serie de cărți de ficțiune scrise sub forma unui jurnal, inclusiv note scrise de mână și desene.
- The White Tiger (2008) de Aravind Adiga, câștigător al celui de-al 40-lea Premiu Man Booker în 2008, este un roman alcătuit din scrisori ale unui sătean indian premierului chinez Wen Jiabao.
- The Guernsey Literary and Potato Peel Pie Society (2008), de Mary Ann Shaffer și Annie Barrows, cuprinde o serie de scrisori și telegrame trimise și primite de protagonist.
- A Visit from the Goon Squad (2010), de Jennifer Egan, conține părți de natură epistolară. Un capitol este scris ca un interviu cu o celebritate, iar altul ca o prezentare PowerPoint.
- Super Sad True Love Story (2010) de Gary Shteyngart.
- Why We Broke Up (2011) de Daniel Handler.
- Marțianul / The Martian, de Andy Weir, este scris ca o colecție de înregistrări dintr-un jurnal video al protagonistul rămas singur pe Marte și, uneori, și ale personajelor principale de pe Pământ și de pe stația spațială Hermes.
- Jurnalul sacru al lui Adrian Plass în vârstă de 37 de ani și 3⁄4 / The Sacred Diary of Adrian Plass Aged 37 3⁄4 face parte dintr-o serie de cărți scrise de Adrian Plass și constă în întregime din însemnări în jurnal. Altă carte din serie constă în transcrieri ale unor înregistrări audio, iar alta este integral formată din scrisori.[31]
- Illuminae, de Jay Kristoff și Amie Kaufmann, este formată exclusiv din documente clasificate, e-mailuri cenzurate, interviuri și altele.
- Dear Committee Members (2014) de Julie Schumacher este un roman compus în întregime din scrisori de recomandare.
- On Earth We're Briefly Gorgeous (2019) de Ocean Vuong, o scrisoare a unui fiu american vietnamez către mama sa analfabetă.
- This Is How You Lose the Time War (2019) de Amal El-Mohtar și Max Gladstone, scris sub formă de corespondență între doi agenți secreți care călătoresc în timp în sens opus.